# El corazón delator
El corazón delator —en inglés original The Tell-Tale Heart— es un cuento del escritor estadounidense Edgar Allan Poe clasificado en la narrativa gótica, publicado por primera vez en el periódico literario The Pioneer, del amigo de Poe, James Russell Lowell, en enero de 1843. Poe lo republicó más tarde en su periódico el Broadway Journal en la edición del 23 de agosto de 1845. Ha sido adaptado o servido de inspiración en numerosas ocasiones y en distintos medios.
La historia presenta a un narrador anónimo obsesionado con el ojo enfermo (que llama "ojo de buitre") de un anciano con el cual convive. Finalmente decide asesinarlo. El crimen es planeado cuidadosamente y, tras ser perpetrado, el cadáver es despedazado y escondido bajo las tablas del suelo de la casa. La policía acude a la misma y el asesino acaba delatándose a sí mismo, imaginando alucinadamente que el corazón del viejo se ha puesto a latir bajo la tarima.
No se sabe cuál es la relación entre víctima y asesino. Se ha sugerido que el anciano representa en el cuento a la figura paterna, y que su "ojo de buitre" puede sugerir algún secreto inconfesable. La ambigüedad y la falta de detalles acerca de los dos personajes principales están en agudo contraste con el detallismo con que se recrea el crimen.

## Resumen
El cuento es relatado por un narrador que insiste desde el primer momento en que es una persona normal, aunque sus sentidos son muy agudos. El anciano con el que él suele vivir tiene un ojo nublado y azulado, como si fuera un "ojo de buitre". Esto causa una gran ansiedad al narrador, que llega al punto de querer matarlo. El hombre está varios días detrás de la puerta del anciano espiándolo mientras duerme, y en el octavo día el viejo se despierta por un ruido de la puerta. Luego de una hora de tensión en la oscuridad, el hombre entra al cuarto y mata al anciano, aunque no se especifica el cómo. Después descuartiza el cadáver, esconde los restos bajo la tarima del suelo y deja la sangre en un cubo para que no encuentren pruebas de que él lo mató. La policía acude a inspeccionar la casa porque uno de los vecinos dice que ha escuchado un grito. El asesino los invita, tranquilo, con la coartada de que el grito era de él por una pesadilla y que el anciano estaba de vacaciones. Les enseña la casa y los conduce al cuarto donde está el cadáver desmembrado bajo el piso. Pronto empieza a imaginar un ruido que va creciendo. Al pensar horrorizado que es el corazón del viejo, que lo está delatando, se derrumba y, pidiendo a voces a los policías que levanten las tablas del suelo, confiesa el crimen.

## Análisis
El comienzo parece un diálogo (conversación) con una o varias personas no identificadas. Se ha especulado que el narrador está confesando a un guardián, a un juez, a un periodista, a un médico o psiquiatra. Esto puede ser así por la necesidad del narrador de explicarse con todo detalle. Le sigue un estudio de terror pero, más específicamente, la memoria del mismo, ya que el narrador cuenta sucesos del pasado. Las primeras palabras del texto: «¡Es cierto!», son una confesión de culpa. Esta introducción sirve también para captar inmediatamente la atención del lector sobre lo que se cuenta. Desde este punto, según era propio en Poe, cada palabra está enfocada al avance de la historia, lo que hace de El corazón delator posiblemente el mejor reflejo de las teorías de su autor sobre lo que debe ser un relato perfecto.
El motor de la historia es la insistencia del narrador, no en su inocencia (que sería lo normal) sino en su cordura. Pero esto revela una pulsión autodestructiva, ya que se está pretendiendo demostrar la cordura a través de la culpabilidad en el crimen. Su negación de la locura se basa, sobre todo, en lo sistemático de su conducta homicida, en su precisión y en la explicación racional de una conducta irracional.
Esta racionalidad, sin embargo, está minada por su falta de motivación —«No hubo motivo. No hubo pasión.»—. Sin embargo, el asesino afirma que la idea le rondaba día y noche en la cabeza. Así, la escena final no es más que el resultado del sentimiento de culpa del personaje. Como muchos otros personajes en la literatura macabra tradicional, las pasiones dictan su naturaleza. Y pese a todos sus esfuerzos, evidentemente, la pretensión de haber oído el corazón latir a distancia, pese a su aguda sensibilidad, es la evidencia del desvarío y la locura. Los lectores de la época seguramente se sintieron muy interesados en el tema de la alegación de locura transitoria que recrea el cuento.
El narrador afirma estar enfermo de hipersensibilidad; un motivo similar aparece en el personaje de Roderick Usher en La caída de la casa Usher (1839), así como en El coloquio de Monos y Una (1841). Pero Poe no deja claro si esa hipersensibilidad es real o imaginaria. Si es cierto lo que oye, pudieron haber sido simplemente escarabajos necrófagos, ya que el narrador afirma en una ocasión haberlos oído al despertar al viejo de su sueño. De acuerdo con la tradición, estos insectos señalan una muerte inminente. Se sabe que una variedad de estos coleópteros se restriega contra las superficies como parte de un rito de apareamiento, igual que otros emiten chasquidos. Henry David Thoreau sugirió en 1838 que el sonido producido por estos animales semeja al latido cardíaco. Por otra parte, si los latidos son producto de la imaginación del asesino, es ella, por tanto, la que ocasiona su perdición.
La relación entre el viejo y el narrador es ambigua; tampoco se sabe nada de sus nombres, sus ocupaciones y lugar de residencia. Esta ambigüedad es como un contrapunto irónico al cuidado del detalle que se manifiesta. El narrador puede ser un sirviente, o incluso su hijo, en cuyo caso el «ojo de buitre» podría simbolizar la vigilancia paterna y hasta los principios heredados sobre lo que está bien y lo que está mal. En tal caso su eliminación es equiparable a la de la conciencia del bien. El ojo puede también representar el misterio, jugando otra vez con la ambigua falta de detalle sobre los personajes. Solo cuando el ojo se ve abierto en la última noche, descubriendo el secreto, se produce el crimen. De cualquier manera, la relación entre los personajes es algo secundario; lo principal es el empeño en la comisión del «crimen perfecto».
El poeta Richard Wilbur ha sugerido que el cuento es una representación alegórica del poema de Poe titulado A la ciencia, que muestra la lucha entre la imaginación y la ciencia. En El corazón delator el anciano representaría la mente científica y racional, mientras que el narrador sería la imaginación.

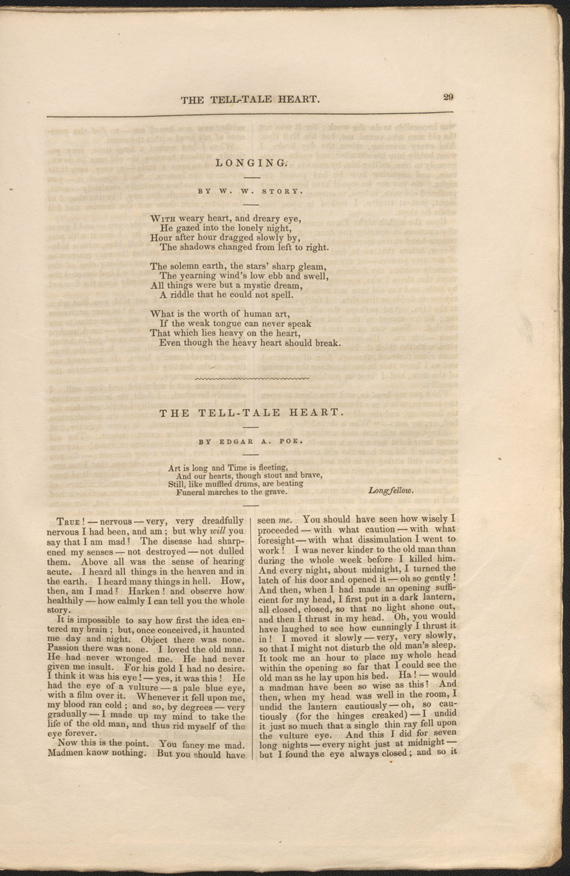
El corazón delator —The Tell-Tale Heart— en el periódico The Pioneer: A Literary and Critical Magazine, página 29

Julio Cortázar ve en el relato el tema de Caín, expresado en la obra de Poe en tres grados: en El demonio de la perversidad en su forma más pura, en William Wilson ilustra la alucinación visual y en El corazón delator, la auditiva. Añade que el relato expresa muy bien las obsesiones sádicas de su autor, y que el ojo de la víctima reaparecerá en El gato negro. El relato asimismo presenta una admirable concisión, un fraseo breve y nervioso que le dan un poderoso valor oral, de confesión.
Robert Louis Stevenson hace notar la «poco menos que inverosímil agudeza en el resbaladizo terreno entre la cordura y la demencia» que manifiestan este y otros cuentos de Poe; El corazón delator es «una contribución importante a la psicología mórbida».

## Publicación
Este relato fue publicado por primera vez por la revista de Boston The Pioneer en enero de 1843, editado por James Russell Lowell, y por la que Poe recibió solo 10 dólares. El original incluye una cita de Henry Wadsworth Longfellow, de su poema A Psalm of Life. La historia fue reeditada, con algún cambio, el 23 de agosto de 1845 por el Broadway Journal. En esta edición se omitió la cita de Longfellow, ya que Poe pensó que era un plagio. Fue reimpreso varias veces más en vida de su autor.

## Adaptaciones

### Música
- La compositora francesa Henriette Renié (1875-1956) escribió Ballade Fantastique d'après «Le Coeur Révélateur» d'Edgard Poë para arpa. En esta obra se refleja la locura del personaje, y uno de los motivos principales es el remedo del latido de un corazón.[24]
- «The Tell-Tale Heart» es uno de los temas del álbum Tales of Mystery and Imagination (versión original 1976, CD remix 1987) de The Alan Parsons Project, con voz del cantante Arthur Brown.[25] Luego fue versionada por Slough Feg para su álbum de 2010, The Animal Spirits.[26]
- Gustavo Cerati, el líder, cantante y guitarrista de la banda argentina Soda Stereo compuso el tema "Corazón delator", lanzado en 1988, como track 7 del disco "Doble Vida".[27]
- En 2003, Lou Reed sacó el álbum The Raven que comprende varias trabajos inspirados en Poe, incluyendo The Tell-Tale Heart.[28]
- La banda de power metal Opera Magna compuso un tema llamado El Corazón Delator, contando la locura del personaje antes, durante y después del asesinato.[29]
- La banda Misterio liderada por Flavio (bajista de los Fabulosos Cadillacs) hizo una canción llamada «Corazón Delator» en su disco Los ojos del mal, donde relata lo sucedido, pero en lugar de decir que el cuerpo está bajo los tablas, está detrás de una pared.
- La banda de metal español Lethargus incluyen una canción inspirada en este relato en su primer CD, Origen.[30]
- Graham Plowman compuso una obra de música orquestral inspirada en la narración.[31]

### Cine y televisión
- La primera adaptación reconocida de "The Tell-Tale Heart" fue la película homónima muda estadounidense de 20 minutos de 1928,[32] codirigida por Leon Shamroy y Charles Klein, y protagonizada por Otto Matieson como "El insano", William Herford como "El Viejo" y con Charles Darvas y Hans Fuerberg como "Detectives". Fue fiel a la historia original,[33] a diferencia de futuras adaptaciones cinematográficas y televisivas que a menudo ampliaron la historia corta a largometrajes.[34]
- La primera adaptación hablada conocida fue una versión de 1934 filmada en Blattner Studios, Elstree, por Clifton-Hurst Productions, dirigida por Brian Desmond Hurst y protagonizada por Norman Dryden. Esta versión fue de 55 minutos de duración.[35]
- Una adaptación de 1941 protagonizada por Joseph Schildkraut fue el debut como director de Jules Dassin . Esta versión difiere mucho de la historia original, y muestra al asesino enloquecido después de sufrir años de abuso por parte del odioso hombre mayor.[36]
- También en 1953, apareció en Shock SuspenStories una adaptación de EC Comics titulada "Sleep No More", escrita por William Gaines y Al Feldstein e ilustrada por George Evans (dibujante).[37]
- Una adaptación cinematográfica de 1960, dirigida por Ernest Morris, agrega un triángulo amoroso a la historia.[38]
- En 1970, Vincent Price incluyó una recitación en solitario de la historia en la película de antología An Evening of Edgar Allan Poe.[39]
- Una adaptación cinematográfica de 1971 dirigida por Steve Carver y protagonizada por Sam Jaffe como el anciano.[40]
- CBS Radio Mystery Theatre realizó una adaptación de la historia en 1975, el reparto incluía a Fred Gwynne.[41]
- Steven Berkoff adaptó la historia en 1991 y fue transmitida por la televisión británica. Esta adaptación se presentó originalmente en la televisión británica como parte de la aclamada serie "Sin Muros".[42]
- La canción "Ol 'Evil Eye" del álbum Riddle Box de 1995 de Insane Clown Posse adapta una versión de la historia, así como una muestra de audio de una lectura de la historia original.[43]
- La serie Radio Tales produjo The Tell-Tale Heart para National Public Radio en 1998. La historia fue interpretada por Winifred Phillips junto con música compuesta por ella.[44]
- La película Pesadillas de la mente de Poe (2006) adapta El corazón delator junto con El barril de amontillado, El entierro prematuro y El cuervo.[45]
- En 2008, el cineasta Robert Eggers adaptó la historia como un cortometraje. Esta producción se destacó por utilizar un títere de tamaño humano realista para representar al anciano. Eggers era en gran parte desconocido cuando hizo el corto, pero llamó la atención cuando lo lanzó en línea en 2022, después de haber alcanzado cierto renombre como director de largometrajes.[46][47]
- La película de suspenso de 2009 Tell-Tale, producida por Ridley Scott y Tony Scott, acredita "The Tell-Tale Heart" de Poe como la base de la historia de un hombre perseguido por los recuerdos de su donante, después de un trasplante de corazón.[48][49]
- El cortometraje de 2012 de V. H. Belvadi, Telltale, atribuye a "The Tell-tale Heart" de Poe su inspiración y utiliza algunos diálogos de la obra original.[50]
- La película de 2015 The Murder Pact, protagonizada por Alexa Vega, se basa en el trabajo de Poe e incorpora alusiones a él, como el "ojo de buitre" del cuento.[51][52]
- En abril de 2016, se estrenó una adaptación cinematográfica dirigida por John Le Tier, titulada The Tell-Tale Heart. Fue protagonizada por Peter Bogdanovich, Rose McGowan y Patrick Flueger. Presenta una narración completa de la historia de Poe con elementos adicionales que imaginaban al narrador como un exsoldado torturado con TEPT.[53]
- Redrum (2018), una película india en hindi, adapta la historia.[54]
- En septiembre de 2022, DijitMedia lanzó una adaptación titulada Edgar Allan Poe's Tell-Tale Heart .[55] Presentaba a la protagonista como una sirvienta del anciano, como era común en los Estados Unidos durante el siglo XIX.[56] Se incluyeron elementos de El gato negro para resaltar las similitudes entre las acciones de los protagonistas.
- El cuento es mencionado varias veces en la popular sitcom estadounidense "Los Simpson", y algunas de sus ideas adaptadas a la trama de alguno de sus episodios. El título del episodio "The Tell-Tale Head" perteneciente a la primera temporada del programa, es un juego de palabras y una referencia al cuento, y este es referenciado nuevamente en el episodio "Lisa's rival", perteneciente a la sexta temporada, en la que Lisa y su enemiga Allison compiten en un concurso de dioramas del propio cuento que la pequeña Simpson sabotea, sintiendo lo mismo que el protagonista, al escuchar los latidos de un corazón de vaca que ha utilizado como parte de dicho sabotaje.

### Teatro
- En 1956, William Templeton escribió una adaptación para el NBC Matinee Theatre y se emitió el 6 de noviembre de 1956.
- En diciembre de 2018, la adaptación teatral de Anthony Neilson se presentó en el National Theatre de Londres.[57]

### Animación
- Un cortometraje animado de 1953 producido por United Productions of America, dirigido por Ted Parmelee y narrado por James Mason está incluido en el National Film Registry de los Estados Unidos.[58]
- El episodio de 1999 de SpongeBob SquarePants titulado "Squeaky Boots" adapta libremente el cuento.[59]
- La antología animada de 2015 Extraordinary Tales incluye el cuento, narrado por Bela Lugosi.[60]

### Radio
- El programa de radio canadiense Nightfall presentó una adaptación el 1 de agosto de 1980.[61]

### Ballet
- Un ballet australiano se basó en la historia y se grabó para televisión a principios de la década de 1960.[62]

### Juegos
- Poe's Tell-Tale Heart: The Game, es una adaptación de juego móvil de 2013 en la que los jugadores representan las acciones del protagonista para recrear la historia de Poe en Google Play[63] y Apple iOS.